# Willie Lumpkin
Willie Lumpkin is een personage uit de strips van Marvel Comics. Bij fans is hij het meest bekend als de postbode van de Fantastic Four.

## Krantenstrip
Het personage Willie Lumpkin werd oorspronkelijk bedacht door Stan Lee en Dan DeCarlo voor een dagelijkse krantenstrip. Daarvoor had Lee plannen voor een strip over een New Yorkse politieagent, maar dit ging niet door omdat de redacteurs van de krant vonden dat dit idee te veel was verbonden met een grote stad, en mensen in kleinere steden niet zou aanspreken.
De Willie Lumpkin strips verschenen alleen in 1960, en maakten vooral grappen over alledaagse situaties die een postbode zoal tegenkomt op zijn ronde. De Willie Lumpkin in deze strips was zichtbaar jonger dan zijn versie die later in de Marvel strips werd geïntroduceerd.

## Marvel Comics
Lee en tekenaar Jack Kirby introduceerden de stripboekversie van Willie Lumpkin in deel 11 van hun Fantastic Four reeks in februari 1963. Hoewel deze stripboekversie van Lumpkin een stuk ouder was dan zijn versie uit de krantenstrips, behield hij zijn goede persoonlijkheid. Ook werden in de strip geregeld referenties gemaakt naar Lumpkins tijd als postbode in het plaatsje Glenville, waar de krantenstrips zich afspeelden.
In de eerste strip wordt al duidelijk dat Willie bevriend is geraakt met de Fantastic Four. Hij brengt geregeld de vele fanmail naar hun Baxter Building hoofdkwartier in New York. Bij wijze van grap vroeg hij zelfs een keer of hij bij het team mocht. Zijn “superkracht” was dat hij zijn oren kon bewegen.
Jarenlang was hij de vaste postbode van het beroemde viertal en hij kwam zelf ook geregeld in gevaarlijke situaties terecht. Zo is er een verhaal waarin hij kerstavond opgesloten in een kast doorbrengt terwijl de Fantastic Four Super-Skrull bevechten, en een verhaal waarin hij via gedachtenbeheersing wordt gedwongen door Immortus om Dr. Doom’s tijdmachine te activeren. Naast de Fantastic Four verscheen Willie ook in de Spider-Man strips, waar hij zelfs een tijdje een relatie had met Spider-Man’s tante May.
Willie Lumpkin verscheen in zijn eigen soloverhaal in Marvel Comics Presents #18 (Mei, 1989). Dit verhaal was een parodie op A Christmas Carol, waarin Lumpkin bezocht wordt door de 'Geest van Voorbije Kerstmis' (Ghost of Christmas Past) die eigenlijk bij J. Jonah Jameson moest gaan rondspoken maar zijn adres niet kon vinden.

## Andere versies en andere media
In de Fantastic Four film uit 2005 wordt Willie Lumpkin gespeeld door zijn eigen bedenker, Stan Lee.
In het Ultimate Marvel universum is er een overheidsagent die Lumpkin heet, die werkt voor de instelling die de think-tank/school in het Baxter Building runt. Hoewel zijn voornaam niet wordt genoemd, is deze Lumpkin duidelijke en referentie naar de Willie Lumpkin uit de Earth 616 continuïteit.
In het Amalgam Comics universum komt een personage voor genaamd Tino Lumpkin, die als postbode werkte voor de Challengers of the Fantastic.